# IC 1479
IC 1479 ist eine elliptische Galaxie vom Hubble-Typ E/S0 im Sternbild Wassermann auf der Ekliptik.  Sie ist schätzungsweise 429 Millionen Lichtjahre von der Milchstraße entfernt und hat einen Durchmesser von etwa 140.000 Lj.
Im selben Himmelsareal befindet sich u. a. die Galaxie IC 5304.
Das Objekt wurde am 13. September 1893 vom französischen Astronomen Stéphane Javelle entdeckt.